# Methocarbamol
Methocarbamol ist ein im Zentralnervensystem wirksames Muskelrelaxans, das für die symptomatische Behandlung schmerzhafter Muskelverspannungen eingesetzt wird, z. B. bei Hexenschuss. Die Verabreichung erfolgt oral (Einnahme) oder als intravenöse Infusion oder intramuskuläre Injektion.
Die Wirkung von Muskelrelaxanzien bei der Bekämpfung von chronischen Schmerzen und Krämpfen ist bis auf wenige Ausnahmen sehr begrenzt.
Strukturell ist Methocarbamol mit Guaifenesin verwandt.

## Pharmakologie

### Pharmakodynamik
Die muskelrelaxierende Wirkung entsteht über Hemmung der polysynaptischen Reflexleitung im Rückenmark und subkortikalen Zentren, wobei der genaue Wirkmechanismus ungeklärt ist.

### Pharmakokinetik
Die Verabreichung ist oral und parenteral (intravenös oder intramuskulär) möglich. Nach oraler Gabe wird Methocarbamol rasch und vollständig resorbiert. Der maximale Wirkstoffspiegel im Blut wird nach 30–60 Minuten erreicht. Die Plasmahalbwertszeit beträgt ca. 2 Stunden. Methocarbamol und seine zwei Hauptmetaboliten werden fast ausschließlich über die Nieren ausgeschieden.

## Nebenwirkungen
- Kardiovaskulär: Erröten, Bradykardie, Hypotension, Synkope[6]
- Zentralnervensystem: Schläfrigkeit, Benommenheit, Schwindel, Konvulsion, Kopfschmerz, Fieber, Amnesie, Verworrenheit, Insomnie, Sedierung, leichte Koordinationsstörungen
- Dermatologisch: Allergische Dermatitis, Urticaria, Pruritus, Hautausschlag, Angioneurotisches Syndrom
- Gastrointestinal: Übelkeit, Erbrechen, metallischer Geschmack, Dyspepsie
- Hämatologisch: Leukopenie
- Hepatisch: Gelbsucht
- Lokal: Injektionsschmerz, Thrombophlebitis
- Okulär: Nystagmus, Verschwommene Sicht, Diplopie, Konjunktivitis
- Renal: Nierenversagen, Urinverfärbung (schwarz/braun/grün)
- Respiratorisch: verstopfte Nase
- Sonstiges: Allergische Reaktion, Anaphylaktische Reaktion

## Wechselwirkungen
Es kann zu einer wechselseitigen Wirkverstärkung bei gleichzeitiger Anwendung von zentralwirksamen Arzneimitteln wie Anticholinergika, Alkohol, Psychotropika, Opiaten, Barbituraten oder Anorektika kommen.

## Kontraindikationen
Patienten mit Myasthenia gravis, die mit Pyridostigmin behandelt werden, dürfen Methocarbamol nicht einnehmen, weil Methocarbamol die Wirkung von Pyridostigmin abschwächen kann.
Patienten mit einer hereditären Galaktoseintoleranz, Laktasemangel oder Glukose-Galaktose-Malabsorption sollten Methocarbamol nicht anwenden.
Außerdem sollte Methocarbamol nicht appliziert werden bei:
- Überempfindlichkeit gegen Methocarbamol
- Komatösen oder präkomatösen Zuständen
- Erkrankungen des Zentralnervensystems
- Myasthenia gravis
- Epilepsie
- Verdacht auf oder Bestehen einer Nierenerkrankung bei der intravenösen Anwendung aufgrund des Macrogol 300-Gehalts[8]

Während der Schwangerschaft und Stillzeit sollte auf die Anwendung von Methocarbamol verzichtet werden, da das potentielle Risiko für den Menschen unbekannt ist. Darüber hinaus kann nicht sicher ausgeschlossen werden, dass Methocarbamol oder dessen Metabolite in die Muttermilch übergehen.
Die Gabe bei Tetanuskrämpfen ist keine empfohlene Anwendung nach AWMF-Leitlinien.

## Herstellung
Reaktion von 3-(2-Methoxyphenoxy)-1,2-propandiol mit Phosgen und Ammoniumhydroxid.

## Handelsnamen
Dolovisano (D), Lumirelax (F), Ortoton (D), Robaxin (ES, UK, USA), Generika (Methocarbamol von Puren, AL, Aristo, Hexal, Neuraxpharm, Stada).
Stand: Juli 2025